# Nyotaimori

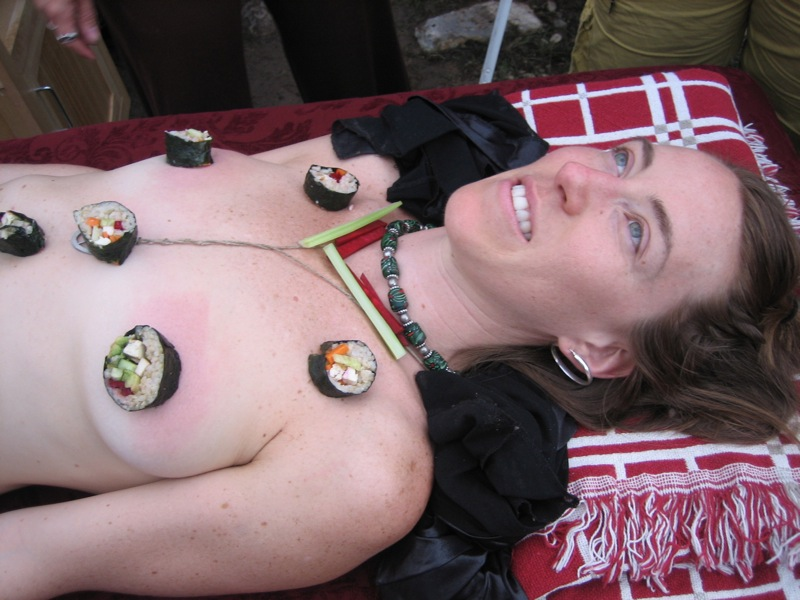
A prática do Nyotaimori.

Nyotaimori (lit. em português: apresentação do corpo feminino) é a prática de apresentar sashimi ou sushi disposto sobre o corpo despido de uma mulher. Esta prática é um fetiche japonês que foi introduzido nos restaurantes de luxo dos Estados Unidos, e muitas vezes na América é referido como body sushi (sushi do corpo).
A temperatura dos alimentos torna-se próxima da temperatura do corpo humano por causa do modo como estes são servidos, o que por alguns é considerado como um defeito e por outros, uma vantagem. Na prática, uma mulher fica nua sobre a mesa, enquanto um chefe a cobre de uma forma artística com o sushi ou o sashimi e, eventualmente, outros alimentos.

## Procedimento
Antes de converter-se em bandeja viva para sushi, a mulher é treinada para permanecer deitada durante horas sem se mover. Além disso, deve ser capaz de tolerar a exposição prolongada à comida fria. O pelo corporal, incluindo o púbico, deve também depilar-se (já que no Japão a exposição de pelo púbico pode ser considerada como ato sexual). Antes de servir a comida, a pessoa deve tomar um banho usando um sabão especial sem aroma, terminado com água fria para baixar um pouco a temperatura do corpo. Para cumprir as leis sanitárias de algumas partes do mundo é necessário colocar uma capa de plástico ou outro material entre o corpo e a comida. Envolver o corpo em película aderente também pode ser considerado como uma forma de fetichismo.